# Anja Bah Žibert
Anja Bah Žibert, slovenska političarka in poslanka,  * 27. junij 1973, Koper.
Trenutno je poslanka v Državnem zboru Republike Slovenije.

### Šola in študij
Anja Bah Žibert je osnovno šolo obiskovala v Krškem, gimnazijo pa v Brežicah. Študirala je na Pedagoški fakulteti v Ljubljani in Fakulteti za državne in evropske študije. 

## Politika
SDS-u se je priključila leta 1994. Leta 1997 je bila izvoljena za predsednico Slovenske demokratske mladine. Leta 2000 je bila imenovana na funkcijo namestnice Generalnega sekretarja SDS, leta 2010 pa za Generalno sekretarko SDS. V mandatu 2006–2010 je bila mestna svetnica v Ljubljani.

### Poslanska v Državnem zboru RS

#### Mandat 2014-2018
Leta 2014 je bila izvoljena kot poslanka v državni zbor. V okviru stranke SDS je dosegla največ glasov med vsemi kandidatkami SDS. 
V Državnem zboru je v mandatu 2014-2018 delovala v Mandatno-volilni komisiji, Odboru za pravosodje in Odboru za notranje zadeve in javno upravo.

#### Mandat 2018-
Na Državnozborskih volitvah 2018 je bila ponovno izvoljena na mesto poslanke v državnem zboru. Je članica naslednjih delovnih teles:
- Komisija za nadzor obveščevalnih in varnostnih služb (članica)
- Mandatno-volilna komisija (članica)
- Odbor za notranje zadeve, javno upravo in lokalno samoupravo (članica)
- Odbor za zdravstvo (predsednica)
- Preiskovalna komisija o ugotavljanju zlorab v zadevi Franc Kangler in drugi (članica)